# Звудне
Звудне (пол. Zwódne) — село в Польщі, у гміні Замостя Замойського повіту Люблінського воєводства.
Населення — 206 осіб (2011).
У 1975-1998 роках село належало до Замойського воєводства.

## Демографія
Демографічна структура станом на 31 березня 2011 року:
|          | Загалом | Допрацездатний вік | Працездатний вік | Постпрацездатний вік |
| -------- | ------- | ------------------ | ---------------- | -------------------- |
| Чоловіки | 109     | 22                 | 80               | 7                    |
| Жінки    | 97      | 15                 | 69               | 13                   |
| Разом    | 206     | 37                 | 149              | 20                   |